# Papillogobius reichei
Favonigobius reichei là một loài cá thuộc họ Gobiidae. Nó được tìm thấy ở Mozambique, Nam Phi, và Tanzania.